# Kalimantan
Kalimantan er den indonesiske del af verdens trediestørste ø, Borneo.
Indonesisk Kalimantan er inddelt i fire provinser:
- Centralkalimantan (Kalimantan Tengah), med hovedstaden Palangkaraya.
- Øst-Kalimantan (Kalimantan Timur), med hovedstaden Samarinda.
- Syd-Kalimantan (Kalimantan Selatan), med hovedstaden Banjarmasin.
- Vest-Kalimantan (Kalimantan Barat), med hovedstaden Pontianak

1°S 114°Ø / 1°S 114°Ø